# Heinz Eckelmann
Heinz Eckelmann (24 de Julho de 1916 - 5 de Abril de 1943) foi um comandante de U-Boot que serviu na Kriegsmarine durante a Segunda Guerra Mundial.